# Liste deutsch-litauischer Städte- und Gemeindepartnerschaften
Dies ist eine unvollständige Liste von Städte- und Gemeindepartnerschaften zwischen Deutschland und Litauen.
| Deutsche Gemeinde     | Bundesland             | Litauische Gemeinde          | Litauischer Bezirk                   | seit                           |
| --------------------- | ---------------------- | ---------------------------- | ------------------------------------ | ------------------------------ |
| Bad Iburg             | Niedersachsen          | Pagėgiai                     | Bezirk Tauragė                       | 1993/2018                      |
| Bassum                | Niedersachsen          | Telšiai (Städtefreundschaft) | Bezirk Telšiai                       | 2009                           |
| Bergen auf Rügen      | Mecklenburg-Vorpommern | Palanga                      | Bezirk Klaipėda                      | 2011                           |
| Bergisch Gladbach     | Nordrhein-Westfalen    | Marijampolė                  | Bezirk Marijampolė                   | 1989                           |
| Bernburg (Saale)      | Sachsen-Anhalt         | Trakai                       | Bezirk Vilnius                       | 1996                           |
| Böblingen (Landkreis) | Baden-Württemberg      | Kaunas (Bezirk)              | –                                    | 2004(Kooperationsvereinbarung) |
| Büren                 | Nordrhein-Westfalen    | Ignalina                     | Bezirk Utena                         | 2003                           |
| Crailsheim            | Baden-Württemberg      | Jurbarkas                    | Bezirk Tauragė                       | 2000                           |
| Duisburg              | Nordrhein-Westfalen    | Vilnius                      | Bezirk Vilnius                       | 1985                           |
| Emmerich              | Nordrhein-Westfalen    | Šilutė                       | Bezirk Klaipėda                      | 1990                           |
| Erfurt                | Thüringen              | Vilnius                      | Bezirk Vilnius                       | 1972                           |
| Fehmarn               | Schleswig-Holstein     | Neringa (Städtefreundschaft) | Bezirk Klaipėda                      | 2000                           |
| Friesack              | Brandenburg            | Mosėdis                      | Bezirk Klaipėda                      | 2002                           |
| Hörstel               | Nordrhein-Westfalen    | Molėtai                      | Bezirk Utena                         | 1996                           |
| Hude                  | Niedersachsen          | Šalčininkai                  | Bezirk Vilnius                       | 2015                           |
| Leck (Nordfriesland)  | Schleswig-Holstein     | Birštonas                    | Bezirk Marijampolė                   | 1998                           |
| Lienen                | Nordrhein-Westfalen    | Kelmė                        | Bezirk Šiauliai                      | 2009                           |
| Lübeck                | Schleswig-Holstein     | Klaipėda                     | Bezirk Klaipėda                      | 1990                           |
| Lünen                 | Nordrhein-Westfalen    | Panevėžys                    | Bezirk Panevėžys                     | 1990                           |
| Mannheim              | Baden-Württemberg      | Klaipėda                     | Bezirk Klaipėda                      | 1915/2002                      |
| Menden (Sauerland)    | Nordrhein-Westfalen    | Plungė                       | Bezirk Telšiai                       | 1992                           |
| Obernkirchen          | Niedersachsen          | Pasvalys                     | Bezirk Panevėžys                     | 2008                           |
| Oldenburg             | Schleswig-Holstein     | Palanga                      | Bezirk Klaipėda -Städtefreundschaft- |                                |
| Prenzlau              | Brandenburg            | Varėna                       | Bezirk Alytus                        | 2000                           |
| Rheine                | Nordrhein-Westfalen    | Trakai                       | Bezirk Vilnius                       | 1996                           |
| Riedstadt             | Hessen                 | Tauragė                      | Bezirk Tauragė                       | 1993                           |
| Sassnitz              | Mecklenburg-Vorpommern | Klaipėda                     | Bezirk Klaipėda                      | 2012                           |
| Schönebeck (Elbe)     | Sachsen-Anhalt         | Trakai                       | Bezirk Vilnius                       | 2020                           |
| Sömmerda              | Thüringen              | Kėdainiai                    | Bezirk Kaunas                        | 1990                           |
| Sondershausen         | Thüringen              | Kazlų Rūda                   | Bezirk Marijampolė                   | 2000                           |
| Stavenhagen           | Mecklenburg-Vorpommern | Šilalė                       | Bezirk Tauragė                       | 1994                           |
| Sulingen              | Niedersachsen          | Joniškis                     | Bezirk Šiauliai                      | 2000                           |
| Twistringen           | Niedersachsen          | Kaišiadorys                  | Bezirk Kaunas                        | 2003                           |